# Eupithecia nigronotata
Eupithecia nigronotata là một loài bướm đêm trong họ Geometridae.